# Polypodium microgrammoides
Polypodium microgrammoides là một loài thực vật có mạch trong họ Polypodiaceae. Loài này được Mickel & A.R. Sm. mô tả khoa học đầu tiên năm 2000.